# Finalissima 2022
Finalissima 2022 (italsky: Finalissima; doslovný překlad ''Grand finále") byl třetím ročníkem soutěže, ve kterém se utkali šampioni Evropy a Jižní Ameriky (vítězové předešlého Mistrovství Evropy a Copa América). Dne 1. června 2022 se na stadionu ve Wembley střetla Itálie, vítěz Euro 2020, a Argentina, vítěz Copa América 2021.
Zápas, který navazuje na pohár Artemia Franchiho, který se hrál naposledy před 29 lety, organizuje UEFA a CONMEBOL jako součást obnoveného partnerství mezi oběma konfederacemi.
Argentina zápas vyhrála 3:0.

## Pozadí
V letech 1985 a 1993 hráli vítězové předchozích turnajů Mistrovství Evropy a Copa América Pohár Artemia Franchiho. Jednalo se reprezentační ekvivalent Interkontinentálního poháru, ve kterém se utkávali vítězové PMEZ/Ligy mistrů UEFA a Poháru osvoboditelů.
Francie v roce 1985 porazila v Paříži 2:0 Uruguay a v roce 1993 se z vítězství po penaltovém rozstřelu radovala Argentina, když v Mar del Plata porazila Dánsko. Poté však byla soutěž přerušena.
Dne 28. září 2021 zástupci UEFA a CONMEBOL oznámili, že se vítězové Mistrovství Evropy a Copa América střetnou v mezikontinentálním zápase. Bylo potvrzeno, že první ročník se uskuteční v červnu 2022. 15. prosince 2021 bylo oznámeno, že obdobné zápasy budou na programu i v roce 2024 a 2028. Bylo potvrzeno, že se zápas odehraje 1. června 2022 v Londýně. 22. března 2022 UEFA oznámila, že se zápas odehraje ve Wembley.

## Týmy
| Tým       | Kofederace | Kvalifikace                    | Předchozí účasti (tučně označují vítěze) | Žebříček FIFA (březen 2022) |
| --------- | ---------- | ------------------------------ | ---------------------------------------- | --------------------------- |
| Itálie    | UEFA       | Vítězství na Euro 2020         | 0                                        | 6.                          |
| Argentina | CONMEBOL   | Vítězství na Copa América 2021 | 1 (1993)                                 | 4.                          |

Itálie porazila ve finále Mistrovství Evropy 2020 Anglii po penaltovém rozstřelu, a stala se tak podruhé mistrem Evropy. Argentina porazila ve finále Copa América 2021 1:0 Brazílii; turnaj vyhrála po patnácté.

## Zápas
| 1. června 2022 20:45 (SELČ) |        |                                                              |                                                             |
| Itálie                      | 0 : 3  | Argentina                                                    | Wembley Stadium, Londýn diváci: 87 112 rozhodčí: Piero Maza |
|                             | [ 12 ] | 28' Lautaro Martínez 45+1' Ángel Di María 90+4' Paulo Dybala | Wembley Stadium, Londýn diváci: 87 112 rozhodčí: Piero Maza |

| Itálie | Argentina |

| GK                | 21 | Gianluigi Donnarumma  |     |     |
| RB                | 2  | Giovanni Di Lorenzo   | 72' |     |
| CB                | 19 | Leonardo Bonucci      | 39' |     |
| CB                | 3  | Giorgio Chiellini (C) |     | 46' |
| LB                | 13 | Emerson               |     | 77' |
| DM                | 8  | Jorginho              |     |     |
| CM                | 12 | Matteo Pessina        |     | 62' |
| CM                | 18 | Nicolò Barella        | 77' |     |
| RF                | 10 | Federico Bernardeschi |     | 46' |
| CF                | 9  | Andrea Belotti        |     | 46' |
| LF                | 22 | Giacomo Raspadori     |     |     |
| Střídající hráči: |    |                       |     |     |
| DF                | 6  | Manuel Lazzari        |     | 46' |
| FW                | 17 | Gianluca Scamacca     |     | 46' |
| MF                | 5  | Manuel Locatelli      |     | 46' |
| DF                | 4  | Leonardo Spinazzola   |     | 62' |
| DF                | 23 | Alessandro Bastoni    |     | 77' |
| Trenér:           |    |                       |     |     |
| Roberto Mancini   |    |                       |     |     |

| GK                | 23 | Emiliano Martínez  |     |       |
| RB                | 4  | Nahuel Molina      |     |       |
| CB                | 13 | Cristian Romero    |     | 85'   |
| CB                | 19 | Nicolás Otamendi   | 22' |       |
| LB                | 3  | Nicolás Tagliafico |     |       |
| DM                | 18 | Guido Rodríguez    |     |       |
| CM                | 20 | Giovani Lo Celso   |     | 90+1' |
| CM                | 7  | Rodrigo de Paul    |     | 76'   |
| RF                | 10 | Lionel Messi (C)   |     |       |
| CF                | 22 | Lautaro Martínez   |     | 85'   |
| LF                | 11 | Ángel Di María     |     | 90+1' |
| Střídající hráči: |    |                    |     |       |
| MF                | 14 | Exequiel Palacios  |     | 76'   |
| DF                | 6  | Germán Pezzella    |     | 85'   |
| FW                | 9  | Julián Álvarez     |     | 85'   |
| MF                | 15 | Nicolás González   |     | 90+1' |
| FW                | 21 | Paulo Dybala       |     | 90+1' |
| Trenér:           |    |                    |     |       |
| Lionel Scaloni    |    |                    |     |       |

| Hráč zápasu: Lionel Messi Asistenti rozhodčího: Christian Schiemann Claudio Ríos Čtvrtý rozhodčí: Jesús Gil Manzano Videorozhodčí: Alejandro Hernández Hernández Asistenti videorozhodčího: Juan Martínez Munuera Tiago Martins Pravidla zápasu - 90 minut - Penaltový rozstřel při nerozhodném stavu - Nejvýše 12 jmenovaných náhradníků - Maximálně 5 střídání, šesté povoleno při prodloužení. (Každý tým může střídat ve třech časech, počtvrté při prodloužení. Do těchto oken se nepočítají střídání o poločasech.) |